# Croix de Villenard
La Croix de Villenard, est située au lieu-dit Le Nolf, sur la commune de  Ploërmel dans le Morbihan.

## Historique
La croix de Villenard fait l’objet d’une inscription au titre des monuments historiques depuis le 30 mai 1927.

## Architecture

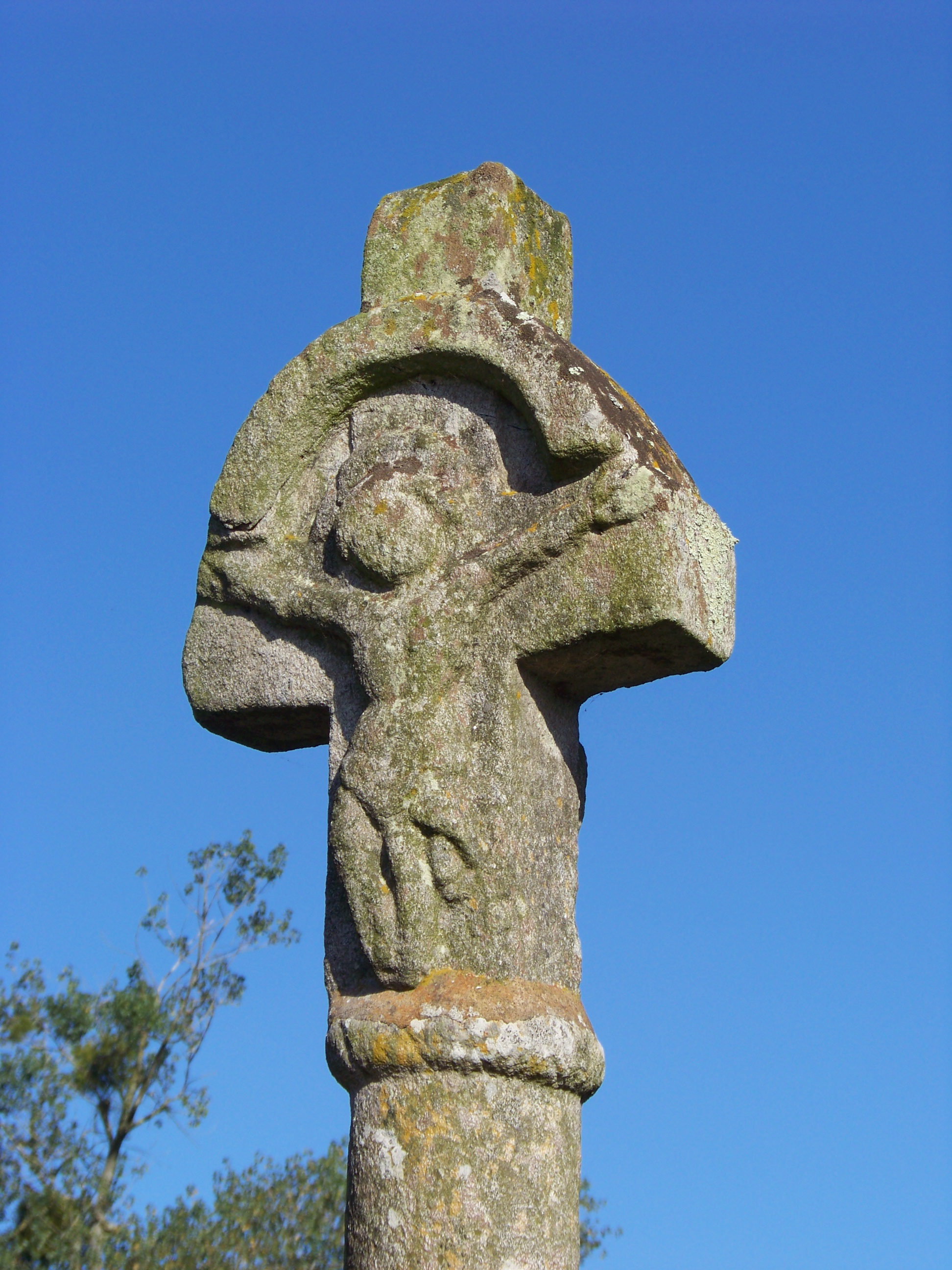
Détail.